# Boneco
Boneco fue un perro que formó parte de la historia deportiva del Club Atlético Independiente en la década de 1970. 

## Historia
Juan Carlos Malodin era el verdadero nombre de Lolo. Éste era un vagabundo brasileño que estaba totalmente desahuciado, viviendo en la indigencia, había decidido quitarse la vida, abandonando su persona en forma total. Estuvo con una pierna engangrenada, viviendo en un viejo puente, en el barrio de Palermo. 
Fue entonces cuando apareció Boneco, quien se quedó a su lado y le lamió la herida durante días hasta que lo curó misteriosamente; a partir de ese momento se convirtieron en amigos inseparables, y que los llevaría a vivir momentos de gloria junto al equipo de sus amores, Independiente. 
Así Lolo comenzó a enseñarle a hacer piruetas y algunos modales que lo harían famoso. Estuvo un tiempo divirtiendo a la gente con las pruebas que hacia Boneco hasta que empezó a ver que podían vivir ganándose la vida en fiestas infantiles y cumpleaños e incluso algunos circos. Con el tiempo estuvo alquilando un departamento en Palermo y se había comprado un Fiat 600 al que le sacó la parte trasera, pues decía que le pertenecía a Boneco y hasta le hizo una cucha en la parte de atrás. 
Estuvo recorriendo Argentina con algunos espectáculos circenses hasta que llegó a Independiente, en donde de a poco comenzaron a quedarse en las concentraciones y las prácticas en donde divertían a los jugadores que le tomaron un gran cariño y lo tomaron de mascota, los empezaron a llevar a todos lados, sobre todo en una de las mejores épocas del equipo de Avellaneda, donde había muchos partidos por Copa Libertadores y Boneco comenzó a entrar a todas las canchas, con dos banderines en la boca, posaba con los jugadores y después daba la vuelta por toda la cancha saludando a todo el público, parándose en dos patas. Obviamente, les caía bien a todas las hinchadas porque siempre era muy aplaudido. 
Salió a la cancha junto al Ricardo Pavoni por primera vez oficialmente con su acreditación en el partido ante Racing Club el 24 de marzo de 1974 en el cual Independiente ganó por 4:1, mejor no podía haber sido el debut oficial de Boneco que con una victoria sobre el clásico rival.
Una vez Ferreiro que era técnico de Independiente contó

” Boneco era un integrante mas y cuando Independiente viajaba al exterior tenia un pasaje y un pasaporte para él, se canso de salir Campeón”.

Ricardo Bochini, figura estelar de aquel equipo había dicho:

“En el mundo del fútbol las cábalas existen y son muy fuertes, Boneco era un Talismán de la suerte, y cuando nos falta sentimos su ausencia como la de uno de nosotros”.

En un reportaje que le hicieron a Percy Rojas el hábil delantero que militó en el equipo en esa época, había dicho: “Era conocido en muchos países, porque cuando llegábamos a otro país siempre todos querían conocer al perro famoso de Independiente, en el Perú todavía se lo recuerda”. 
Era tan fiel, que cuando Lolo murió, Boneco se quedó debajo del cajón todo el velatorio al lado de su amigo, a quien acompañó hasta el cementerio y se quedó allí sin que nadie lo moviera o pudiera sacarlo, no aceptó la comida de nadie y se dejó morir al lado de la tumba de su gran amigo.